# Konkatedra Świętego Aleksandra w Kijowie
Katedra Świętego Aleksandra (ukr. Костел Святого Олександра, Kosteł Swiatoho Ołeksandra) – rzymskokatolicka świątynia w Kijowie, zbudowana w latach 1817–1842 na planie krzyża, z kopułą na skrzyżowaniu naw w stylu klasycystycznym. Kościół znajduje się na terenie dawnego kwartału polskiej gminy kupieckiej na Lackiej Słobodzie (Woli Polskiej), vis-à-vis placu Niepodległości i Bramy Lackiej, przy ulicy Kościelnej 17.

## Budowa

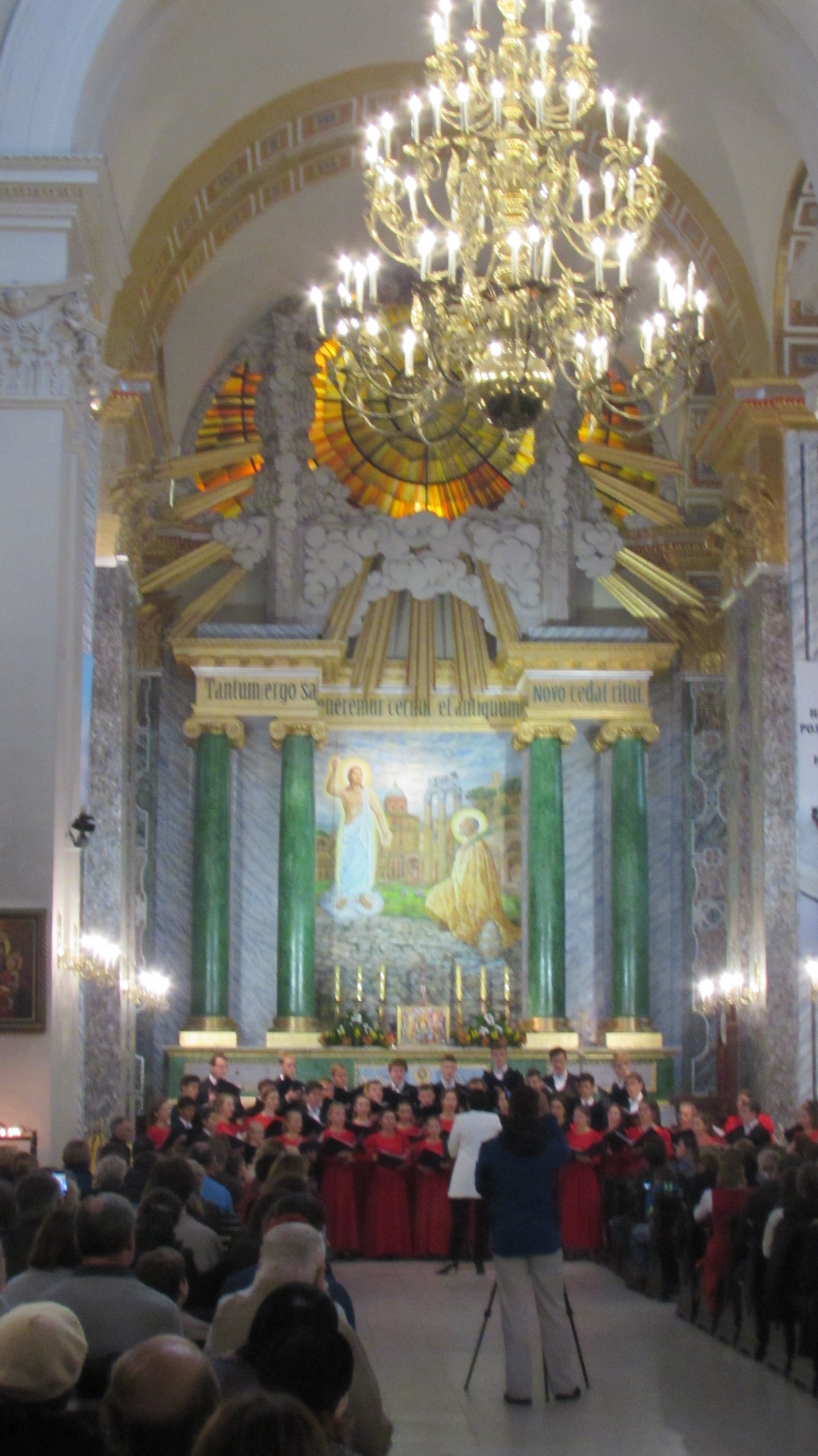
Wnętrze katedry w 2017

Dla upamiętnienia wizyty cara Aleksandra I w Kijowie ziemianie polscy z Antonim Sawickim na czele zbudowali za jego zgodą kościół katolicki pod wezwaniem św. Aleksandra. Budowano go w latach 1817–1842 pod kierunkiem Vincenza Berettiego. Wcześniej w Kijowie funkcjonował drewniany kościół rzymskokatolicki Zwiastowania NMP, benedykowany w 1798 przez archidiakona Stanisława Steckiego, katedra św. Zofii w Kijowie oraz nieistniejące już wtedy: kościół NMP zakonu benedyktynów, kościół św. Jacka zakonu dominikanów i jezuitów.
W 1801 do Kijowa przybyła połowa dominikanów z klasztoru w Czarnobylu, którzy mieli tu „szczupły” drewniany klasztor. Kościół ten spłonął w 1823, a nabożeństwo odprawiano w kaplicy klasztornej. W 1823 władze carskie klasztor skasowały, a dominikanów usunięto z Kijowa w 1832, na skutek represji popowstaniowych. Nowy kościół murowany wybudowano 1817–1842 na placu w środku dawnej Słobody Lackiej, pomiędzy Kreszczatykiem a Starym Kijowem św. Aleksandra. Kaplica cmentarna tegoż kościoła znajdowała się na starym cmentarzu na górze Batyja

## Architektura
Do wnętrza świątyni wchodzi się po paradnych schodach i przez monumentalny portyk z czterema kolumnami toskańskimi nakrytymi frontonem. Po obu jego stronach zbudowano dwie okrągło zakończone niewielkie dzwonnice. Kościół był miejscem polskich manifestacji patriotycznych przed wybuchem Powstania styczniowego. W 1879 roku w tym kościele został ochrzczony przyszły malarz Kazimierz Malewicz. Lepsze czasy dla świątyni nastały po 1905, kiedy zelżał nacisk caratu na religie inne niż prawosławna. W czasach sowieckich w kościele urządzono planetarium. Obecnie świątynia po koniecznym remoncie znów jest konkatedrą diecezji kijowsko-żytomierskiej. Jest jednym z czterech kościołów rzymskokatolickich w Kijowie. Mieści się przy zbiegu ulic Kostelnej i Triochswiatytelśkiej.